# Горанов, Волкан Семёнович
Волкан Семёнович Горанов (настоящие фамилия и имя Захари Симеонов Захариев, 1904—1987) — болгарский военный лётчик и военачальник, эмигрировавший в 1931 году в СССР и находившийся на службе в Рабоче-крестьянской Красной Армии в 1940—1945 годах. Как лётчик-истребитель советской добровольческой авиационной группы, воевал в гражданской войне в Испании на стороне республиканцев в 30-х годах. Герой Советского Союза (31.12.1936). Во время Великой Отечественной войны был начальником учебных заведений Гражданского Воздушного Флота СССР. В 1945 году возвратился в Болгарию и поступил на службу в Болгарскую Народную армию, командующий ВВС Болгарски (1947—1955), заместитель Министра народной обороны БНР (1965—1973). Народный депутат, председатель Совета ветеранов болгарских ВВС. Генерал-полковник Болгарии. В СССР имел воинские звание полковник.

## Биография
Захари Симеонов Захариев родился 4 февраля 1904 года в семье деревенского учителя Симеона Захариева Антонова (1873—1969) в селе Басарбово, Болгария.
Служил в болгарской армии. В 1928 году окончил авиационное училище в Божуриште, стал лётчиком 1-го разведывательного авиазвена. Из-за своих антифашистских взглядов в 1931 году поручик Захариев был уволен из армии и эмигрировал в СССР со своими товарищами-лётчиками Кирилом Кириловым, Борисом Ганевым и Николой Ватовым. По рекомендации Георгия Димитрова их направили на лётное обучение в Тамбовскую лётную школу, где Захариев стал инструктором, изменив имя на Волкан Горанов, чтобы избежать преследования своей семьи в Болгарии со стороны профашистских болгарских властей.
О перемене своего имени Захариев рассказывает так:

Однажды, когда я вышел покупать завтрак, у моих товарищей прибыл представитель Заграничного бюро [БКП] и предложил им переменить имена при оформлении нового паспорта. Такой был порядок, так требовала конспирация. Ганев сразу выбрал себе имена Петров Василий Славчев, Ватов крестился Ивановым Пикаром Ивановичем, а о мне думали-думали и додумались крестить меня Горановым Волканом Симеоновичем. Когда я пришёл, я долго не мог понять — что происходит, а они катались от смеха и кричали «Горанов Волкан, Горанов Волкан». В конце концов Ганев успокоился и сообщил мне, что поныне я буду называться Горановым Волканом Симеоновичем, и сказал: Видишь, вот ты сейчас и волк, и в горах.
В 1936 году три болгарских инструктора в Тамбовской школе написали рапорты с просьбой о вступлении в добровольческую авиационную часть, которую предстояло направить в Испанию.
В Испании воевал под турецким именем Халил Экрем, летал на бомбардировщике «Potez-34» и позднее на скоростном бомбардировщике СБ, бомбил объекты франкистов, был ранен в ногу.
В начале наступления мятежников на Мадрид был эвакуирован из испанской больницы в СССР на советском судне. 31 декабря 1936 года за проявленные при выполнении интернационального долга мужество и героизм Постановлением ЦИК СССР Горанову Волкану Семёновичу присвоено звание Героя Советского Союза с вручением ордена Ленина, а после учреждения знака особого отличия медали «Золотая Звезда» ему была вручена эта медаль за № 22.
Являлся депутатом Верховного Совета СССР 1-го созыва. 
После возвращения в СССР его назначили начальником Тамбовской авиационной школы. С 1939 года — начальник Управления боевой подготовки Гражданского воздушного флота. В 1940 году официально был зачислен в кадры Красной Армии. В начале Великой Отечественной войны полковник В. С. Горанов был назначен начальником Управления учебных заведений Гражданского воздушного флота, на этом посту отвечал за подготовку кадров для авиации действующей армии. В 1940 году управление Гражданского воздушного флота получило задание подготовить всего за один год 10 тысяч лётчиков. Но уже к середине 1941 года были обучены лётному делу не десять, а двенадцать тысяч человек. За годы войну обучено ещё 20 000 лётчиков. Десятки его учеников впоследствии получили звание Героя Советского Союза.
В сентябре 1944 года к власти в Болгарии пришло правительство Отечественного фронта, и Захариев возвратился в Болгарию под своим настоящим именем восстанавливать болгарскую авиацию. С 1945 года — заместитель командующего ВВС Болгарии. В 1947—1955 годах — командующий ВВС — заместитель министра обороны Народной Республики Болгарии. Генерал-майор (1947). Генерал-лейтенант (1951).
Переход болгарской авиации на реактивные самолеты осуществлялся главным образом под его руководством. В 1959 году Захари Симеонов Захариев был назначен военным атташе в Москве. С 1965 года — заместитель Министра обороны Народной Республики Болгария. С 1973 года — в отставке.
После выхода в отставку Захариев работал в Софии, в Комитете болгаро-советской дружбы, а также был председателем Совета ветеранов ВВС Народной Республики Болгария.

## Награды
- Герой Советского Союза (31.12.1936)
- Орден Ленина (31.12.1936)
- Орден Красной Звезды (СССР, 15.11.1950)
- Орден Дружбы народов (СССР, март 1974)
- Медаль «За боевые заслуги» (СССР, 3.11.1944)
- Медаль «За укрепление боевого содружества» (СССР, 31.05.1980)
- в 1974 году генерал-полковник Болгарской Народной Армии Захариев Захари Симеонович был удостоен звания Герой Народной Республики Болгария[3].
- «Заслуженный лётчик Народной Республики Болгария» (первый обладатель этого почётного звания).

## Произведения
- Захариев З. Верность. — София: София пресс, 1969. — 161 с.
- «Доверие»
- Захариев З. Доблесть. — София: Народен младеж, 1989. — 284 с.
- «Моя жизнь в авиации».

## Память
- Мемориальная доска установлена в родном селе Бассарбово (2015 год).[4]